# Paxton Whitehead
Francis Edward Paxton Whitehead (Kent, 17 de outubro de 1937 – Arlington, 16 de junho de 2023) foi um ator britânico nascido na Inglaterra.
Foi indicado ao Prêmio Tony de 1981 na categoria de melhor ator por seu papel no musical da Broadway Camelot.
Fez algumas participações em seriados, como Hart to Hart, Murder, She Wrote, Law & Order, 3rd Rock from the Sun, Frasier, Early Edition, Friends, Mad About You, The West Wing e Desperate Housewives.

## Morte
Whitehead morreu em 16 de junho de 2023, aos 85 anos, em um hospital em Arlington.

## Filmografia

#### Filmes
| Ano  | Título                                           |
| ---- | ------------------------------------------------ |
| 1979 | Riel                                             |
| 1986 | Back to School                                   |
| 1986 | The Alan King Show                               |
| 1986 | Jumpin' Jack Flash                               |
| 1987 | Baby Boom                                        |
| 1988 | Tales from the Hollywood Hills: The Old Reliable |
| 1990 | Chips, the War Dog                               |
| 1991 | Child of Darkness, Child of Light                |
| 1991 | An Inconvenient Woman                            |
| 1991 | Rover Dangerfield                                |
| 1992 | Hale the Hero                                    |
| 1992 | Boris and Natasha: The Movie                     |
| 1993 | The Adventures of Huck Finn                      |
| 1993 | 12:01                                            |
| 1993 | My Boyfriend's Back                              |
| 1994 | Trick of the Eye                                 |
| 1995 | Goldilocks and the Three Bears                   |
| 1996 | London Suite                                     |
| 1997 | RocketMan                                        |
| 1999 | The Duke                                         |
| 1999 | Wakko's Wish                                     |
| 2001 | Kate & Leopold                                   |
| 2011 | The Importance of Being Earnest                  |

#### Televisão
| Ano       | Título                                              | Episódio                             |
| --------- | --------------------------------------------------- | ------------------------------------ |
| 1974      | The National Dream: Building the Impossible Railway | "The Horrid B.C. Business"           |
| 1974      | Performance                                         | Village Wooing                       |
| 1982      | Magnum, P.I.                                        | Foiled Again                         |
| 1982      | Hart to Hart                                        | Hart and Sole                        |
| 1982      | Hart to Hart                                        | Rich and Hartless                    |
| 1986      | The A-Team                                          | Beneath the Surface                  |
| 1987      | Down and Out in Beverly Hills                       | Jerry Jumps Right In                 |
| 1987–1988 | Marblehead Manor                                    | Regular cast                         |
| 1988      | Baby Boom                                           | The Right School for Elizabeth       |
| 1989      | The Nutt House                                      | My Man Tarkington                    |
| 1989      | Murder, She Wrote                                   | The Grand Old Lady                   |
| 1991      | Law & Order                                         | The Troubles                         |
| 1992      | Dinosaurs                                           | The Clip Show and The Clip Show II   |
| 1992      | Dinosaurs                                           | Charlene's Flat World                |
| 1992–1999 | Mad About You                                       | Recurring character                  |
| 1993      | Almost Home                                         | The Fox and the Hound                |
| 1995      | Simon                                               | Regular cast                         |
| 1995–1996 | Ellen                                               | Recurring character                  |
| 1996      | The Real Adventures of Jonny Quest                  | The Darkest Fathoms                  |
| 1996      | Caroline in the City                                | Caroline and the Cat Dancer          |
| 1996      | 3rd Rock from the Sun                               | World's Greatest Dick                |
| 1996      | Frasier                                             | A Lilith Thanksgiving                |
| 1997      | Liberty! The American Revolution                    | Recurring character                  |
| 1998      | Early Edition                                       | Romancing the Throne                 |
| 1998      | Friends                                             | Recurring character                  |
| 2000      | The West Wing                                       | Noël                                 |
| 2001      | Dead Last                                           | To Live and Amulet Die               |
| 2002      | The Drew Carey Show                                 | Rich Woman, Poor Man                 |
| 2003      | Charlie Lawrence                                    | It's Not One Thing, It's Your Mother |
| 2004      | The West Wing                                       | A Change Is Gonna Come               |
| 2007      | Desperate Housewives                                | Dress Big                            |